# Битка код Илипа
Битка код Илипа (206. п. н. е.) представља најблиставију победу Сципиона Афричког. Та битка се одвијала током Другог пунског рата између Картагине и Рима. Овим поразом Картагина губи поседе у Шпанији и губи могућност било које инвазије Италије копненим путем у будућности. Шпанија је представљала значајан извор богатства за Картагину и због сребра и због радне снаге.

## Увод
После битке код Бекуле и одласка Хаздрубала Барке у Италију, у Шпанију се искрцавају 207. п. н. е. картагињанска појачања под Ханоном. Затим се придружује Магон Барка. Они регрутују снажну армију од шпанских Келта. У међувремену Хаздрубал Гискон је напредовао са својом армијом до Андалузије. Сципион Афрички се сад суочавао са две армије. Ако нападне једну друга га може напасти са леђа.
После пажљивог планирања, Сципион шаље део своје армије под командом Силана да прво удари на Марга. Марширајући великом брзином Силан је изненадио Картагињане нападајући логор. Маргови Келти су се разбежали, а Ханон је ухваћен.
Тиме је Хаздрубал Гискон остао сам против армије Сципиона Афричког, али Хаздрубал Гиско је своје трупе сместио по више утврђених градова. Та година 207. п. н. е. завршила се без даљих већих акција.

## Маневар пред битку
Следеће године 206. п. н. е. Картагињани започињу задње велике покушаје да поврате њихове шпанске поседе. Маго се придружује Хаздрубал Гиску и заједно имају 54.000 — 70.000 војника, што је било знатно више од Сципионових 43.000 војника. Сципионова војска је углавном била састављена од шпанских савезника, који су били мање искусни од римских легионара.
Кад су стигли Римљани, Маго изводи смели напад на римски логор са већином своје коњице под командом нумидијског савезника Масинисе. Сципион је предвидио такав напад, па је сакрио своју коњицу иза брда. Прикривена Сципионова коњица удара у картагињански бок и изазива велике губитке код Картагињана.
Следећег дана два противника су се међусобно посматрали и тестирали један другога. Сципион би излазио са својом војском, само кад би Маго први изашао из свог логора. Сципион би увек излазио са легионарима у центру, а Шпанцима на крилима, наводећи Хаздрубала и Мага да помисле да би то био бојни распоред римске војске. То је била фатална претпоставка по Картагињане. То је успешна обмана.

## Битка
Верујући да је му је успела обмана што се тиче бојног распореда, Сципион наређује да војска буде нахрањена и наоружана пре свитања. Шаље коњицу и лаке трупе напред, док главнина војске иде иза са легионарима на крилима, а Шпанцима у средини.
Изненађени ненаданим нападом Римљана, Картагињани су кренули у битку без доручка. Верујући да ће Сципион распоредити војску онако како је виђао свих дана, Хаздрубал распоређује елитне афричке снаге у средину, а шпанске плаћенике на крила. Када је открио стрварни римски распоред снага, било је прекасно и није могао мењати свој распоред снага.
Следећих неколико сати битке Сципион је држао своје елитне снаге иза лаке пешадије која се обрачунавала. На тај начин повећавао је ефект прескоченог доручка код Картагињана. Када се одлучио за прави напад, позвао је натраг лаку пешадију. Тада почиње главни напад. Сципион допушта да крила брже напредују од центра. На крилима су били легионари. Тиме формира „обратну Кана“ бојну линију.
Римљани још више шире крила додајући лаке трупе на саме бокове крила, а коњицу на бокове лаких трупа. Тиме је била обухваћена цела картагињанска линија на обе стране.
Сципионове легије, лака пешадија и коњица нападају слабо тренирану шпанску војску на картагињанским крилима са свих страна. Картагињански центар са елитним трупама није могао да помогне крилима јер су им се приближавао римски центар.
Не само да је картагињански центар видео да је неминовно уништење крила, него су и њихови властити слонови почели правити штету.
Гладни, уморни и деморализирани Картагињани почињу са повлачењем. У почетку су се повлачили у правилном распореду.
Сципион је видећи своју предност наредио свом шпанском центру да напредује. Тада су Картагињани погубили распоред и могао се очекивати велики покољ. Велики пљусак спашава Картагињане, тако да се део могао повући у свој логор.

## Маневри после битке
Иако су привремено били сигурни у логору, Картагињани су се суочавали са неминовним римским нападом следећег јутра. Већина шпанских плаћеника је дезертирала из редова Картагињана. Хаздрубал је имао сада релативно мало војника, па они покушавају ноћни бег. Сципион је овај пут био опрезан. Одмах нарећује својој војсци да их следи. Када су их Римљани стигли уследио је покољ после кога Хаздрубалу остаје само 6.000 војника који су побегли по околним брдима без воде. Остаци картагињанске војске су се предали нешто касније, али Хаздрубал и Маго су успели побећи.

## После битке
Сципион је покорио Картагињанску Шпанију и казнио је шпанске вође, чија издаја је довела до смрти његовог оца и ујака. После тога Сципион се враћа у Рим. Бирају га за конзула 205. п. н. е. Сципион после тога припрема Сицилију као базу за освајање Картагине.